# Jens Steiner
Jens Steiner, né en 1975 à Zurich, est un écrivain suisse.

## Biographie
Né d'un père suisse et d'une mère danoise, il étudia l’allemand, la philosophie et la littérature comparée à Zurich et Genève, avant de devenir professeur et lecteur. 

## Distinctions/Nominations
- 2011 : Nomination dans la longue liste pour le prix littéraire allemand pourHasenleben[1]
- 2012 : Prix de promotion de la fondation Schiller pour Hasenleben[2]
- 2012 : Distinction « Das zweite Buch» de la fondation Marianne et Curt Dienemann pour le manuscrit de Carambole[3]
- 2013 : Nomination dans la longue liste pour le prix littéraire allemand pour Carambole[4]
- 2013 : Prix suisse du livre  pour Carambole[5]

## Ouvrages
- Hasenleben. Roman. Dörlemann Verlag, Zurich 2011,  (ISBN 978-3-908777-64-9)[6].
- Jens Steiner (trad. de l'allemand), Carambole : un roman en douze rounds, Paris, Piranha (maison d'édition), 2014, 192 p. (ISBN 978-2-37119-000-9), traduit de l'allemand par François Mathieu avec la collaboration de Régine Mathieu